# Idiostrangalia fukiensis
Idiostrangalia fukiensis är en skalbaggsart som först beskrevs av Friedrich F. Tippmann 1955.  Idiostrangalia fukiensis ingår i släktet Idiostrangalia och familjen långhorningar. Inga underarter finns listade i Catalogue of Life.